# Charles Olivier Marie Sévère de La Bourdonnaye
Pour les autres membres de la famille, voir famille de La Bourdonnaye.
Charles Olivier Marie Sévère de La Bourdonnaye de Montluc, comte de la Bourdonnaye-Montluc, né le 23 septembre 1766 à Bruz, mort au Château de Laillé le 10 décembre 1859, est un officier chouan, député d'Ille-et-Vilaine de 1823 à 1830.

## Biographie
Fils de Charles Sévère Louis de La Bourdonnaye de Montluc, conseiller au parlement de Bretagne embastillé le 14 juillet 1788 pour quelques semaines, et de Renée Julie Berthou de Kerverzio.
Il fait partie de l'Armée des Chouans de Rennes et Fougères dont il est le chef de la division de Bain de 1794 à 1796.
il est fait Chevalier de Saint Louis par Louis XVIII en exil en 1798.
Il est nommé, après la seconde restauration, Lieutenant Colonel du Roi de la place de Lorient.
Il se présente le 7 mars 1823 pour remplacer le député de Redon qui vient de décéder. Élu, il siège à la Chambre des Députés au centre droit ou il défend les gouvernements successifs.
En 1824, il préside le collège électoral de Redon qui le réélit à la quasi-unanimité le 25 février 1824. Il est à nouveau réélu le 17 novembre 1827.
Il est nommé Chevalier de la Légion d'honneur en 1825.
Il est admis à la retraite comme Maréchal de camp le 21 décembre 1828. La révolution de 1830 le rend à la vie civile.

## Source
- « Charles Olivier Marie Sévère de La Bourdonnaye », dans Adolphe Robert et Gaston Cougny, Dictionnaire des parlementaires français, Edgar Bourloton, 1889-1891 [détail de l’édition]